# Società Sportiva Teramo Calcio 2014-2015
Questa voce raccoglie le informazioni riguardanti la Società Sportiva Teramo Calcio nelle competizioni ufficiali della stagione 2014-2015.

## Stagione
Nella stagione 2014-2015 il Teramo disputa il diciannovesimo campionato di terza serie della sua storia (otto anni dopo l'ultima presenza in serie C1) nel girone B della Lega Pro. Il 2 maggio 2015 festeggia l'iniziale promozione in Serie B con una gara di anticipo, vincendo (0-2) a Savona, sarebbe la terza promozione in quattro anni. Ma il 29 agosto con sentenza definitiva della Corte d'Appello Federale della Figc viene retrocesso in Lega Pro con 6 punti di penalizzazione, per responsabilità diretta del presidente Campitelli nel concordare col Savona la decisiva vittoria per la promozione alla penultima giornata. Una stagione giocata da protagonista dagli abruzzesi, ma finita ingloriosamente, con la revoca del traguardo raggiunto della Serie B. In Supercoppa di Lega Pro, un breve torneo giocato tra le vincitrici dei tre gironi della Lega Pro, la squadra biancorossa si classifica ultima nel triangolare con Novara (vincitore del trofeo) e Salernitana. Un Teramo a mitraglia in attacco con 62 reti segnate, con 23 reti Alfredo Donnarumma ha vinto la classifica dei marcatori, sia del girone B, ma anche della Lega Pro. Notevole anche l'apporto in fatto di reti, di Gianluca Lapadula che ne ha firmate 20. La squadra biancorossa ha partecipato con poca fortuna anche alla Coppa Italia Tim Cup perdendo nel primo turno (3-2) a Bolzano contro il Sudtirol. Corto il percorso dei teramani anche nella Coppa Italia di Lega Pro subito eliminata dal torneo, perdendo (1-3) contro l'Ascoli.

## Divise e sponsor
La presentazione della squadra e delle divise ufficiali è avvenuta il 3 agosto 2014 presso lo stadio Gaetano Bonolis di Teramo: la prima maglia è a strisce verticali bianco-rosse, la seconda è rossa e la terza grigia.
| 1ª divisa | 2º divisa | 3º divisa |

## Rosa
Rosa tratta dal sito ufficiale, al 2 febbraio 2015.
| N. |                    | Ruolo | Calciatore                    |
| -- | ------------------ | ----- | ----------------------------- |
|    | Italia (bandiera)  | P     | Andrea Cappa                  |
|    | Italia (bandiera)  | P     | Davide Narduzzo               |
|    | Italia (bandiera)  | P     | Federico Serraiocco           |
|    | Italia (bandiera)  | P     | Alessandro Tonti              |
|    | Italia (bandiera)  | D     | Simone Brugaletta             |
|    | Italia (bandiera)  | D     | Nebil Caidi                   |
|    | Francia (bandiera) | D     | Abdelaye Diakité              |
|    | Italia (bandiera)  | D     | Roberto Masullo               |
|    | Italia (bandiera)  | D     | Marco Perrotta                |
|    | Italia (bandiera)  | D     | Federico Tonelli              |
|    | Italia (bandiera)  | D     | Stefano Scipioni              |
|    | Italia (bandiera)  | D     | Ivan Speranza (vice capitano) |
|    | Italia (bandiera)  | C     | Stefano Amadio                |
|    | Italia (bandiera)  | C     | Diego Cenciarelli             |
|    | Italia (bandiera)  | C     | Luca Di Matteo                |
|    | Italia (bandiera)  | C     | Alessandro Di Paolantonio     |

| N. |                    | Ruolo | Calciatore               |
| -- | ------------------ | ----- | ------------------------ |
|    | Italia (bandiera)  | C     | Nicola Fiore             |
|    | Italia (bandiera)  | C     | Matteo Loreti            |
|    | Italia (bandiera)  | C     | Luca Lulli               |
|    | Italia (bandiera)  | C     | Matteo Maresca           |
|    | Croazia (bandiera) | C     | Hrvoje Miličević         |
|    | Italia (bandiera)  | C     | Mirco Petrella           |
|    | Italia (bandiera)  | C     | Luca Pigini              |
|    | Italia (bandiera)  | A     | Andrea Bucchi (capitano) |
|    | Italia (bandiera)  | A     | Cristian Buonaiuto       |
|    | Italia (bandiera)  | A     | Stefano D'Egidio         |
|    | Italia (bandiera)  | A     | Alfredo Donnarumma       |
|    | Italia (bandiera)  | A     | Gianluca Lapadula        |
|    | Italia (bandiera)  | D     | Gianluca Mancini         |
|    | Italia (bandiera)  | C     | Alessio Langellotti      |
|    | Italia (bandiera)  | C     | Daniele Miocchi          |

## Calciomercato

### Fuori sessione
| Acquisti | Acquisti       | Acquisti   | Acquisti   |
| R.       | Nome           | da         | Modalità   |
| -------- | -------------- | ---------- | ---------- |
| C        | Luca Di Matteo | svincolato | definitivo |

| Cessioni | Cessioni    | Cessioni | Cessioni              |
| R.       | Nome        | a        | Modalità              |
| -------- | ----------- | -------- | --------------------- |
| C        | Luca Pigini |          | risoluzione contratto |

### Sessione invernale(dal 05/01 al 02/02)
| Acquisti | Acquisti         | Acquisti | Acquisti |
| R.       | Nome             | da       | Modalità |
| -------- | ---------------- | -------- | -------- |
| P        | Andrea Cappa     | Vicenza  | prestito |
| C        | Matteo Loreti    | Savona   | prestito |
| C        | Hrvoje Miličević | Pescara  | prestito |

| Cessioni | Cessioni            | Cessioni  | Cessioni      |
| R.       | Nome                | a         | Modalità      |
| -------- | ------------------- | --------- | ------------- |
| P        | Federico Serraiocco | Vicenza   | prestito      |
| A        | Cristian Buonaiuto  | Benevento | fine prestito |

## Risultati

### Lega Pro

#### Girone di andata
| Arbitro: | Formato (Benevento) |

|                                               |           |                |
| G. Giovinco 25’ Arma 40’ (rig.), 90+4’ (rig.) | Marcatori | 49’ Donnarumma |

| Arbitro: | Proietti (Terni) |

|                |           |                                      |
| Donnarumma 48’ | Marcatori | 70’ Pichlmann 71’ Elez 90’ Torromino |

| Arbitro: | Vesprini (Macerata) |

|  |           |              |
|  | Marcatori | 61’ Lapadula |

| Arbitro: | Ranaldi (Tivoli) |

|                           |           |                  |
| Lapadula 33’ Scipioni 59’ | Marcatori | 90+4’ Morbidelli |

| Arbitro: | Luciano (Lamezia Terme) |

|                   |           |               |
| Lapadula 39’, 65’ | Marcatori | 34’ T. Domini |

| Arbitro: | Perotti (Legnano) |

|                  |           |                            |
| Iv. Graziani 40’ | Marcatori | 53’ A. Bucchi 56’ Lapadula |

| Arbitro: | Giovani (Grosseto) |

|  |           |                 |
|  | Marcatori | 78’ Sandomenico |

| Ferrara 11 ottobre 2014, ore 20:30 CEST 8ª giornata | SPAL             | 0 – 0 referto | Teramo | Stadio Paolo Mazza (5.366 spett.)\| Arbitro: \| Baroni (Firenze) \| |
| Arbitro:                                            | Baroni (Firenze) |               |        |                                                                     |

| Arbitro: | Strippoli (Bari) |

|                |           |             |
| Donnarumma 76’ | Marcatori | 64’ Cellini |

| Arbitro: | Rasia (Bassano del Grappa) |

|                                                              |           |                       |
| Coulibaly 56’ Tripoli 66’ Speranza 82’ (aut.) Piscitella 89’ | Marcatori | 37’ (rig.) Donnarumma |

| Arbitro: | Formato (Benevento) |

|              |           |             |
| Buonaiuto 7’ | Marcatori | 24’ Porcino |

| Arbitro: | Andreini (Forlì) |

|             |           |                                          |
| Casolla 21’ | Marcatori | 11’ Di Paolantonio 14’ (rig.) Donnarumma |

| Arbitro: | Caso (Verona) |

|               |           |  |
| A. Bucchi 10’ | Marcatori |  |

| Ponte a Egola 22 novembre 2014, ore 14:30 CET 14ª giornata | Tuttocuoio           | 0 – 0 referto | Teramo | Stadio Ettore Mannucci (383 spett.)\| Arbitro: \| Pillitteri (Palermo) \| |
| Arbitro:                                                   | Pillitteri (Palermo) |               |        |                                                                           |

| Lucca 29 novembre 2014, ore 15:00 CET 15ª giornata | Lucchese        | 0 – 0 referto | Teramo | Stadio Porta Elisa (1.384 spett.)\| Arbitro: \| Morreale (Roma) \| |
| Arbitro:                                           | Morreale (Roma) |               |        |                                                                    |

| Arbitro: | Mantelli (Brescia) |

|                |           |  |
| Donnarumma 51’ | Marcatori |  |

| Arbitro: | Piccinini (Forlì) |

|                              |           |                                                      |
| Luperini 33’ Della Latta 74’ | Marcatori | 26’ (rig.) Donnarumma 42’, 76’ Lapadula 82’ Petrella |

| Arbitro: | Valiante (Nocera Inferiore) |

|                                                           |           |  |
| Amadio 28’ Donnarumma 38’ Di Paolantonio 60’ Lapadula 67’ | Marcatori |  |

| Ascoli Piceno 6 gennaio 2015, ore 15:00 CET 19ª giornata | Ascoli                        | 0 – 0 referto | Teramo | Stadio Cino e Lillo Del Duca (7.044 spett.)\| Arbitro: \| Di Ruberto (Nocera Inferiore) \| |
| Arbitro:                                                 | Di Ruberto (Nocera Inferiore) |               |        |                                                                                            |

#### Girone di ritorno
| Arbitro: | Fiore (Barletta) |

|               |           |          |
| A. Bucchi 81’ | Marcatori | 73’ Arma |

| Arbitro: | Tardino (Milano) |

|  |           |              |
|  | Marcatori | 48’ Perrotta |

| Arbitro: | Sassoli (Arezzo) |

|                                  |           |             |
| Lapadula 27’ Donnarumma 69’, 76’ | Marcatori | 70’ Rosafio |

| Ancona 31 gennaio 2015, ore 16:00 CET 23ª giornata | Ancona         | 0 – 0 referto | Teramo | Stadio Del Conero (2.078 spett.)\| Arbitro: \| Rossi (Rovigo) \| |
| Arbitro:                                           | Rossi (Rovigo) |               |        |                                                                  |

| Arbitro: | Guccini (Albano Laziale) |

|             |           |                                               |
| Mancosu 19’ | Marcatori | 38’, 63’ Donnarumma Lapadula 43’ Petrella 74’ |

| Arbitro: | Mastrodonato (Molfetta) |

|                                       |           |                  |
| Caidi 13’ Lapadula 53’ Donnarumma 60’ | Marcatori | 45’, 74’ Guidone |

| L'Aquila 22 febbraio 2015, ore 14:30 CET 26ª giornata | L'Aquila       | 0 – 0 referto | Teramo | Stadio Tommaso Fattori (3.183 spett.)\| Arbitro: \| Serra (Torino) \| |
| Arbitro:                                              | Serra (Torino) |               |        |                                                                       |

| Arbitro: | Colarossi (Roma) |

|                |           |                |
| Donnarumma 73’ | Marcatori | 90+2’ Fioretti |

| Arbitro: | Lanza (Nichelino) |

|              |           |                                                            |
| N. Galli 28’ | Marcatori | 42’, 90+3’ Donnarumma 47’, 54’ Lapadula 74’ Di Paolantonio |

| Arbitro: | Panarese (Lecce) |

|                           |           |  |
| Lapadula 18’ Speranza 55’ | Marcatori |  |

| Arbitro: | Morreale (Roma) |

|  |           |                                           |
|  | Marcatori | 28’ Masullo 61’ Donnarumma 90+1’ Lapadula |

| Arbitro: | Fourneau (Roma) |

|                             |           |  |
| Scipioni 60’ Donnarumma 86’ | Marcatori |  |

| Reggio nell'Emilia 28 marzo 2015, ore 19:30 CET 32ª giornata | Reggiana             | 0 – 0 referto | Teramo | Mapei Stadium - Città del Tricolore (5.951 spett.)\| Arbitro: \| Dei Giudici (Latina) \| |
| Arbitro:                                                     | Dei Giudici (Latina) |               |        |                                                                                          |

| Arbitro: | Mainardi (Bergamo) |

|                                          |           |  |
| Donnarumma 40’ Perrotta 68’ Lapadula 79’ | Marcatori |  |

| Arbitro: | Andreini (Forlì) |

|                                             |           |                                  |
| Lapadula 7’, 24’ Donnarumma 18’, 45’ (rig.) | Marcatori | 20’, 53’ D. Ferretti 89’ M. Nolè |

| Arbitro: | Martinelli (Roma) |

|          |           |  |
| Urso 37’ | Marcatori |  |

| Arbitro: | Baldicchi (Città di Castello) |

|                   |           |  |
| Lapadula 40’, 75’ | Marcatori |  |

| Arbitro: | Guccini (Albano Laziale) |

|  |           |                                |
|  | Marcatori | 7’ Di Paolantonio 65’ Lapadula |

| Arbitro: | Colarossi (Roma) |

|                     |           |                           |
| Donnarumma 39’, 57’ | Marcatori | 5’ Berrettoni 32’ Tripoli |

### Coppa Italia

#### Turni preliminari
| Arbitro: | Rasia (Bassano del Grappa) |

|                               |           |                            |
| Fink 32’ Fischnaller 85’, 88’ | Marcatori | 66’, 90+3’ (rig.) Lapadula |

### Coppa Italia Lega Pro

#### Fase ad eliminazione diretta
| Arbitro: | Fiorini (Frosinone) |

|              |           |                                |
| Lapadula 76’ | Marcatori | 12’ Giovannini 24’, 26’ Bangal |

### Supercoppa di Lega Pro
| Arbitro: | Caso (Verona) |

|                                       |           |           |
| Gabionetta 1’ Cristea 48’ Lanzaro 63’ | Marcatori | 41’ Fiore |

| Arbitro: | Fiore (Barletta) |

|              |           |               |
| Lapadula 37’ | Marcatori | 86’ Buzzegoli |

## Statistiche
Statistiche aggiornate al 23 maggio 2015.

### Statistiche di squadra
| Competizione           | Punti | In casa | In casa | In casa | In casa | In casa | In casa | In trasferta | In trasferta | In trasferta | In trasferta | In trasferta | In trasferta | Totale | Totale | Totale | Totale | Totale | Totale | DR  |
| Competizione           | Punti | G       | V       | N       | P       | Gf      | Gs      | G            | V            | N            | P            | Gf           | Gs           | G      | V      | N      | P      | Gf     | Gs     | DR  |
| ---------------------- | ----- | ------- | ------- | ------- | ------- | ------- | ------- | ------------ | ------------ | ------------ | ------------ | ------------ | ------------ | ------ | ------ | ------ | ------ | ------ | ------ | --- |
| Lega Pro (girone B)    | 75    | 19      | 12      | 5       | 2       | 36      | 18      | 19           | 9            | 7            | 3            | 26           | 14           | 38     | 21     | 12     | 5      | 62     | 32     | +30 |
| Coppa Italia           | -     | 0       | 0       | 0       | 0       | 0       | 0       | 1            | 0            | 0            | 1            | 2            | 3            | 1      | 0      | 0      | 1      | 2      | 3      | -1  |
| Coppa Italia Lega Pro  | -     | 1       | 0       | 0       | 1       | 1       | 3       | 0            | 0            | 0            | 0            | 0            | 0            | 1      | 0      | 0      | 1      | 1      | 3      | -2  |
| Supercoppa di Lega Pro | -     | 1       | 0       | 1       | 0       | 1       | 1       | 1            | 0            | 0            | 1            | 1            | 3            | 2      | 0      | 1      | 1      | 2      | 4      | -2  |
| Totale                 | -     | 21      | 12      | 6       | 3       | 38      | 22      | 21           | 9            | 7            | 5            | 29           | 20           | 42     | 21     | 13     | 8      | 67     | 42     | +25 |

### Andamento in campionato
| Giornata  | 1  | 2  | 3  | 4 | 5 | 6 | 7 | 8 | 9 | 10 | 11 | 12 | 13 | 14 | 15 | 16 | 17 | 18 | 19 | 20 | 21 | 22 | 23 | 24 | 25 | 26 | 27 | 28 | 29 | 30 | 31 | 32 | 33 | 34 | 35 | 36 | 37 | 38 |
| --------- | -- | -- | -- | - | - | - | - | - | - | -- | -- | -- | -- | -- | -- | -- | -- | -- | -- | -- | -- | -- | -- | -- | -- | -- | -- | -- | -- | -- | -- | -- | -- | -- | -- | -- | -- | -- |
| Luogo     | T  | C  | T  | C | C | T | C | T | C | T  | C  | T  | C  | T  | T  | C  | T  | C  | T  | C  | T  | C  | T  | T  | C  | T  | C  | T  | C  | T  | C  | T  | C  | C  | T  | C  | T  | C  |
| Risultato | P  | P  | V  | V | V | V | P | N | N | P  | N  | V  | V  | N  | N  | V  | V  | V  | N  | N  | V  | V  | N  | V  | V  | N  | N  | V  | V  | V  | V  | N  | V  | V  | P  | V  | V  | N  |
| Posizione | 18 | 18 | 10 | 6 | 3 | 1 | 6 | 6 | 6 | 9  | 12 | 8  | 6  | 6  | 6  | 5  | 3  | 3  | 2  | 3  | 2  | 2  | 2  | 2  | 2  | 2  | 2  | 2  | 2  | 2  | 1  | 1  | 1  | 1  | 1  | 1  | 1  | 1  |

Fonte:  GIRONE B STATISTICA, su lega-pro.com.
Legenda:

Luogo: C = Casa; T = Trasferta. Risultato: V = Vittoria; N = Pareggio; P = Sconfitta.

### Statistiche dei giocatori
In corsivo i giocatori ceduti a stagione in corso.
| Giocatore         | Lega Pro | Lega Pro | Lega Pro    | Lega Pro   | Coppa Italia | Coppa Italia | Coppa Italia | Coppa Italia | Coppa Italia Lega Pro | Coppa Italia Lega Pro | Coppa Italia Lega Pro | Coppa Italia Lega Pro | Supercoppa di Lega Pro | Supercoppa di Lega Pro | Supercoppa di Lega Pro | Supercoppa di Lega Pro | Totale   | Totale | Totale      | Totale     |
| Giocatore         | Presenze | Reti     | Ammonizioni | Espulsioni | Presenze     | Reti         | Ammonizioni  | Espulsioni   | Presenze              | Reti                  | Ammonizioni           | Espulsioni            | Presenze               | Reti                   | Ammonizioni            | Espulsioni             | Presenze | Reti   | Ammonizioni | Espulsioni |
| ----------------- | -------- | -------- | ----------- | ---------- | ------------ | ------------ | ------------ | ------------ | --------------------- | --------------------- | --------------------- | --------------------- | ---------------------- | ---------------------- | ---------------------- | ---------------------- | -------- | ------ | ----------- | ---------- |
| A. Cappa          | 0        | 0        | 0           | 0          | -            | -            | -            | -            | -                     | -                     | -                     | -                     | 0                      | 0                      | 0                      | 0                      | 0        | 0      | 0           | 0          |
| D. Narduzzo       | 1        | -2       | 0           | 0          | 1            | -3           | 0            | 0            | 0                     | 0                     | 0                     | 0                     | 1                      | -3                     | 0                      | 0                      | 3        | -8     | 0           | 0          |
| F. Serraiocco     | 6        | -9       | ?           | ?          | -            | -            | -            | -            | 1                     | -3                    | 0                     | 0                     | -                      | -                      | -                      | -                      | 7        | -12    | 0+          | 0+         |
| A. Tonti          | 31       | -21      | ?           | ?          | 0            | 0            | 0            | 0            | -                     | -                     | -                     | -                     | 1                      | -1                     | 0                      | 0                      | 32       | -22    | 0+          | 0+         |
| S. Brugaletta     | 9        | 0        | ?           | ?          | 1            | 0            | 0            | 0            | 1                     | 0                     | 0                     | 0                     | 1                      | 0                      | 0                      | 0                      | 12       | 0      | 0+          | 0+         |
| N. Caidi          | 25       | 1        | ?           | ?          | -            | -            | -            | -            | -                     | -                     | -                     | -                     | 1                      | 0                      | 1                      | 0                      | 26       | 1      | 1+          | 0+         |
| A. Diakité        | 21       | 0        | 0?          | ?          | 1            | 0            | 0            | 1            | -                     | -                     | -                     | -                     | 1                      | 0                      | 0                      | 0                      | 23       | 0      | 0           | 1+         |
| R. Masullo        | 32       | 1        | ?           | ?          | 1            | 0            | 0            | 0            | 1                     | 0                     | 1                     | 0                     | 1                      | 0                      | 0                      | 0                      | 35       | 1      | 1+          | 0+         |
| M. Perrotta       | 35       | 2        | ?           | ?          | 1            | 0            | 1            | 0            | 1                     | 0                     | 0                     | 0                     | 1                      | 0                      | 0                      | 1                      | 38       | 2      | 1+          | 1+         |
| S. Scipioni       | 35       | 2        | ?           | ?          | -            | -            | -            | -            | 1                     | 0                     | 0                     | 0                     | 1                      | 0                      | 0                      | 0                      | 37       | 2      | 0+          | 0+         |
| I. Speranza       | 37       | 1        | ?           | ?          | -            | -            | -            | -            | -                     | -                     | -                     | -                     | 2                      | 0                      | 0                      | 0                      | 39       | 1      | 0+          | 0+         |
| S. Amadio         | 32       | 1        | ?           | ?          | 1            | 0            | 0            | 0            | -                     | -                     | -                     | -                     | 2                      | 0                      | 1                      | 0                      | 35       | 1      | 1+          | 0+         |
| D. Cenciarelli    | 37       | 0        | ?           | ?          | 1            | 0            | 1            | 0            | -                     | -                     | -                     | -                     | 2                      | 0                      | 0                      | 0                      | 40       | 0      | 1+          | 0+         |
| L. Di Matteo      | 19       | 0        | ?           | ?          | -            | -            | -            | -            | -                     | -                     | -                     | -                     | 2                      | 0                      | 0                      | 0                      | 21       | 0      | 0+          | 0+         |
| A. Di Paolantonio | 36       | 4        | ?           | ?          | 1            | 0            | 0            | 0            | 1                     | 0                     | 0                     | 0                     | 1                      | 0                      | 0                      | 0                      | 39       | 4      | 0+          | 0+         |
| N. Fiore          | 13       | 0        | ?           | ?          | 1            | 0            | 0            | 0            | -                     | -                     | -                     | -                     | 1                      | 1                      | 0                      | 0                      | 15       | 1      | 0+          | 0+         |
| M. Loreti         | 0        | 0        | 0           | 0          | -            | -            | -            | -            | -                     | -                     | -                     | -                     | -                      | -                      | -                      | -                      | 0        | 0      | 0           | 0          |
| L. Lulli          | 16       | 0        | 0           | 0          | 1            | 0            | 0            | 0            | 1                     | 0                     | 0                     | 0                     | 0                      | 0                      | 0                      | 0                      | 18       | 0      | 0           | 0          |
| M. Maresca        | 0        | 0        | 0           | 0          | -            | -            | -            | -            | 1                     | 0                     | 0                     | 0                     | -                      | -                      | -                      | -                      | 1        | 0      | 0           | 0          |
| H. Miličević      | 3        | 0        | ?           | ?          | -            | -            | -            | -            | -                     | -                     | -                     | -                     | -                      | -                      | -                      | -                      | 3        | 0      | 0+          | 0+         |
| M. Petrella       | 29       | 2        | ?           | ?          | 1            | 0            | 0            | 0            | -                     | -                     | -                     | -                     | 1                      | 0                      | 0                      | 0                      | 31       | 2      | 0+          | 0+         |
| L. Pigini         | 4        | 0        | ?           | ?          | 0            | 0            | 0            | 0            | 1                     | 0                     | 0                     | 0                     | -                      | -                      | -                      | -                      | 5        | 0      | 0+          | 0+         |
| A. Bucchi         | 22       | 3        | ?           | ?          | 0            | 0            | 0            | 0            | -                     | -                     | -                     | -                     | 1                      | 0                      | 0                      | 0                      | 23       | 3      | 0+          | 0+         |
| C. Buonaiuto      | 11       | 1        | ?           | ?          | 1            | 0            | 0            | 0            | -                     | -                     | -                     | -                     | -                      | -                      | -                      | -                      | 12       | 1      | 0+          | 0+         |
| S. D'Egidio       | 1        | 0        | ?           | ?          | 0            | 0            | 0            | 0            | 1                     | 0                     | 0                     | 0                     | 0                      | 0                      | 0                      | 0                      | 2        | 0      | 0+          | 0+         |
| A. Donnarumma     | 35       | 23       | ?           | ?          | 1            | 0            | 0            | 0            | -                     | -                     | -                     | -                     | 2                      | 0                      | 0                      | 0                      | 38       | 23     | 0+          | 0+         |
| G. Lapadula       | 38       | 21       | ?           | ?          | 1            | 2            | 0            | 0            | 1                     | 1                     | 0                     | 0                     | 2                      | 1                      | 1                      | 0                      | 42       | 25     | 1+          | 0+         |
| G. Mancini        | 0        | 0        | 0           | 0          | -            | -            | -            | -            | 1                     | 0                     | 0                     | 0                     | -                      | -                      | -                      | -                      | 1        | 0      | 0           | 0          |
| A. Langellotti    | 0        | 0        | 0           | 0          | -            | -            | -            | -            | 1                     | 0                     | 0                     | 0                     | -                      | -                      | -                      | -                      | 1        | 0      | 0           | 0          |
| D. Miocchi        | 0        | 0        | 0           | 0          | -            | -            | -            | -            | 1                     | 0                     | 0                     | 0                     | -                      | -                      | -                      | -                      | 1        | 0      | 0           | 0          |